# Urszajatelep
Urszajatelep (románul: Ursoaia) falu Romániában, Maros megyében.

## Története
Mezőbodon község része. A trianoni békeszerződésig Torda-Aranyos vármegye Marosludasi járásához tartozott.

## Népessége
2002-ben 123 lakosa volt, ebből 100 magyar és 23 román nemzetiségű.

## Vallások
A falu lakói közül 23-an ortodox, 10-en adventista és 90-en református hitűek.